# Полунин, Василий Николаевич
Васи́лий Никола́евич Полу́нин (2 мая 1862 — после 1917) — член IV Государственной думы от Полтавской губернии, преподаватель гимназии.

## Биография
Православный. Из потомственных дворян Полтавской губернии. Землевладелец той же губернии (200 десятин).
Окончил Житомирскую гимназию и историко-филологический факультет Киевского университета.
По окончании университета служил в Одессе по Министерству народного просвещения, был преподавателем русского языка и словесности в гимназии. Затем служил земским начальником 5-го участка Золотоношского уезда. Избирался почетным мировым судьей, гласным Роменского уездного и Полтавского губернского земских собраний. Дослужился до чина статского советника.
В 1912 году был избран в члены Государственной думы от Полтавской губернии съездом землевладельцев. Входил во фракцию октябристов, после её раскола — в группу земцев-октябристов. Также входил в Прогрессивный блок. Состоял членом комиссий: по направлению законодательных предложений, продовольственной, переселенческой, по народному образованию, о путях сообщения и по запросам.
После Февральской революции выполнял поручения Временного комитета Государственной думы. 19 марта 1917 в качестве комиссара ВКГД и Временного правительства был направлен в 5-ю армию Северного фронта. 7 апреля вошел в состав военной комиссии ВКГД, а 21 апреля был избран членом-заместителем Общегосударственного продовольственного комитета.
Судьба после 1917 года неизвестна.

## Семья
Был женат, имел дочь.